# Seznam obor v Česku
Tento seznam obsahuje obory nacházející se na území České republiky.
| název                                | obec                                              | okres               | mapa                             | založeno | výměra (v ha) | chov                                                                                                  | vstup pro veřejnost | správce                                          |
| ------------------------------------ | ------------------------------------------------- | ------------------- | -------------------------------- | -------- | ------------- | --- | ------------------- | ------------------------------------------------ |
| Obora Aglaia                         | Dobříš                                            | Příbram             |                                  | 1981     | 509           | daněk skvrnitý, jelen evropský                                                                        | ne                  |                                                  |
| Obora Aldašín                        | Aldašín, Jevany                                   | Praha-východ        |                                  |          | 93            | černá zvěř                                                                                            | ne                  | ČZÚ                                              |
| Alšova obora                         | Vyšší Brod                                        | Český Krumlov       |                                  |          | 47            | jelen evropský                                                                                        | ne                  |                                                  |
| Obora Balcárkova                     | Rájec                                             | Šumperk             |                                  |          |               | | ne                  |                                                  |
| Obora Bědovice                       | Týniště nad Orlicí                                | Rychnov nad Kněžnou |                                  |          | 240           | černá zvěř, daňci                                                                                     | ano                 |                                                  |
| Obora Bělá                           | Malonty                                           | Český Krumlov       |                                  |          |               | | ne                  |                                                  |
| Obora Bělecký mlýn                   | Hluchov                                           | Prostějov           |                                  | 2009     | 102           | jeleni, daňci, černá zvěř                                                                             | ano                 |                                                  |
| Obora Bílá Voda                      | Bílá Voda                                         | Jeseník             |                                  |          |               | daňci, mufloni                                                                                        | ne                  |                                                  |
| Přezimovací obůrka Bílá voda         | Harrachov                                         | Semily              |                                  |          |               | | omezený             |                                                  |
| Zámecká obora Blatná                 | Blatná                                            | Strakonice          |                                  |          | 42            | daněk skvrnitý                                                                                        | ano                 |                                                  |
| Obora Borek                          | Borek                                             | Pardubice           |                                  | 1993     | 3,5           | daňci, mufloni                                                                                        | ne                  |                                                  |
| Obora Borky                          | Nesovice                                          | Vyškov              |                                  | 2000     | 100           | jelení, daňčí, mufloní a srnčí zvěř                                                                   | omezený             |                                                  |
| Obora Borovec                        | Štěpánov nad Svratkou                             | Žďár nad Sázavou    |                                  | 1998     | 50            | daňci, jeleni a mufloni                                                                               | ne                  |                                                  |
| Obora Boubín                         | Volary                                            | Prachatice          |                                  |          | 1978          | jeleni                                                                                                | omezený             | Lesy ČR                                          |
| Obora Bradlo                         | Lipinka                                           | Olomouc             |                                  |          |               | daňci, mufloni a jeleni                                                                               | ne                  |                                                  |
| Obora Březka                         | Kostelec u Křížků                                 | Praha-východ        |                                  | 1822     | 207           | daněk skvrnitý                                                                                        | po dohodě           | Výzkumný ústav lesního hospodářství a myslivosti |
| Obora Budyně                         | Budyně                                            | Strakonice          |                                  |          | 30            | daňci                                                                                                 | ne                  |                                                  |
| Obora Bukovec                        | Kamenný Újezd                                     | České Budějovice    |                                  |          |               | |                     |                                                  |
| Obora Bulhary                        | Mikulov                                           | Břeclav             |                                  | 1692     | 1164          | jeleni, daňci, mufloni                                                                                | omezený             | Lesy ČR                                          |
| Císařská obora                       | Měnín                                             | Brno-venkov         |                                  | 2004     | 66            | daněk, muflon                                                                                         |                     | LZ Židlochovice                                  |
| Obora Častolovice                    | Častolovice                                       | Rychnov nad Kněžnou |                                  |          |               | bílí daňci a jeleni sika Dybowského                                                                   | ne                  |                                                  |
| Obora Černý Kopec (Nýznerov)         | Skorošice                                         | Jeseník             |                                  |          |               | daňci, mufloni                                                                                        | ne                  |                                                  |
| Obora Čertáno                        | Podražnice                                        | Domažlice/Plzeň–jih |                                  | 1965     | 546           | daňci a mufloni                                                                                       | ne                  |                                                  |
| Obora Červený Hrádek                 | Jirkov                                            | Chomutov            |                                  |          | 281           | daňci a mufloni                                                                                       | omezený             |                                                  |
| Obora Čihadlo                        | Zbraslavice                                       | Kutná Hora          |                                  | 2009     |               | jelen evropský                                                                                        | ne                  |                                                  |
| Obora Daliborka                      | Jíloviště                                         | Praha-západ         |                                  |          |               | | ne                  |                                                  |
| Obora Dědovice                       | Ostrovec                                          | Písek               | 49°23′59″ s. š., 14°9′31″ v. d.  |          |               | | omezený             |                                                  |
| Obora Dětřichov                      | Dětřichov                                         | Svitavy             |                                  |          |               | daňci                                                                                                 | ne                  |                                                  |
| Obora Diana                          | Třemešné                                          | Tachov              |                                  | 1996     | 25            | mufloni                                                                                               | ne                  |                                                  |
| Obora Digrin                         | Černý Důl                                         | Trutnov             |                                  | 1973     | 8,3           | jeleni                                                                                                | ne                  |                                                  |
| Divocí koně                          | Hradec Králové                                    | Hradec Králové      |                                  |          |               | |                     |                                                  |
| Obora Dolní Lhota                    | Načeradec                                         | Benešov             |                                  |          |               | | ne                  |                                                  |
| Obora Dvory                          | Chlum Svaté Máří                                  | Sokolov             |                                  |          |               | | ne                  |                                                  |
| Obora Fláje                          | Fláje                                             | Most                |                                  |          | 1930          | jeleni                                                                                                | ne                  | Lesy ČR                                          |
| Přezimovací obora Hádek              | Dolní Dvůr                                        | Trutnov             |                                  | 1970     | 10            | jeleni                                                                                                | omezený             |                                                  |
| Obora Hádkovo údolí                  | Mladeč                                            | Olomouc             |                                  |          |               | daňek evropský                                                                                        | ne                  |                                                  |
| Obora Háječek                        | Líté, Dolní Bělá, Loza                            | Plzeň-sever         |                                  |          |               | mufloní, daněk, jelen, sika Dybovského                                                                | ne                  |                                                  |
| Obora Hájek                          | Hájek                                             | Karlovy Vary        |                                  | 1969     |               | prasata, mufloni a daňci                                                                              | ano                 |                                                  |
| Obora Hamouz                         | Chlum                                             | Rokycany            |                                  |          |               | | ne                  |                                                  |
| Obora Hedvika                        | Rožmitál pod Třemšínem                            | Příbram             |                                  |          | 40            | jeleni, mufloni a daňci                                                                               | po dohodě           |                                                  |
| Obora Helena                         | Dívčí Hrad                                        | Bruntál             |                                  | 1985     |               | daňci a mufloni                                                                                       | ne                  |                                                  |
| Obora Heřmanice                      | Jablonné v Podještědí                             | Liberec             |                                  | 2000     |               | daňci a mufloni                                                                                       | po dohodě           |                                                  |
| Obora Holedná                        | Brno                                              | Brno-město          |                                  | 1985     | 327           | jeleni, mufloni a daňci                                                                               | ano                 |                                                  |
| Obora Holovousy                      | Holovousy                                         | Jičín               |                                  |          | 29            | jeleni, mufloni a daňci                                                                               | ne                  |                                                  |
| Obora Hory                           | Hory                                              | Karlovy Vary        |                                  | 2002     | 67            | jeleni, mufloni                                                                                       | ne                  |                                                  |
| Obora Hrádeček                       | Vlčice                                            | Trutnov             |                                  | 1993     | 5             | daňci                                                                                                 | ne                  |                                                  |
| Obora Hubert                         | Kájov                                             | Český Krumlov       |                                  |          |               | |                     |                                                  |
| Obora Hubertka                       | Police                                            | Vsetín              | 49°28′6″ s. š., 17°51′6″ v. d.   | 2006     | 67            | | ne                  |                                                  |
| Obora Hukvaldy                       | Hukvaldy                                          | Frýdek-Místek       |                                  | 1567     | 440           | daňci, mufloni, divoká prasata                                                                        | omezený             |                                                  |
| Obora Hůrky                          | Písek                                             | Písek               |                                  |          |               | černá zvěř                                                                                            | ne                  | Střední lesnická škola v Písku                   |
| Obora Chlumek                        | Žďár nad Sázavou                                  | Vysočina            |                                  |          |               | mufloni, jeleni sika Dybowského a jelenec běloocasý                                                   | ne                  |                                                  |
| Obora Chodová Planá                  | Chodová Planá                                     | Tachov              |                                  |          |               | | ne                  |                                                  |
| Obora Chodovská huť                  | Tři Sekery                                        | Cheb                |                                  |          |               | | ne                  |                                                  |
| Obora Chotěboř                       | Chotěboř                                          | Havlíčkův Brod      |                                  |          |               | | ne                  |                                                  |
| Obora Chrčická stráň                 | Polní Chrčice                                     | Kolín               |                                  | 1999     | 86            | mufloni a daňci                                                                                       | ne                  |                                                  |
| Jabkenická obora                     | Jabkenice                                         | Mladá Boleslav      |                                  | 1750     | 566           | daňci                                                                                                 | omezený             |                                                  |
| Obora Janovice                       | Vápenný Podol                                     | Chrudim             |                                  | 1866     | 622           | mufloni, jeleni                                                                                       | ne                  |                                                  |
| Obora Janovská dolina                | Janov                                             | Bruntál             |                                  |          |               | jeleni                                                                                                | ne                  |                                                  |
| Obora Jarotinec                      | Čmelíny                                           | Plzeň-jih           |                                  | 2000     | 14            | daněk                                                                                                 | ne                  |                                                  |
| Obora Javor                          | Okounov                                           | Chomutov            |                                  | 1985     | 99            | mufloni, daňci                                                                                        | ne                  |                                                  |
| Obora Jedlovec                       | Bílá Voda                                         | Jeseník             |                                  | 1995     |               | daňci                                                                                                 | ne                  |                                                  |
| Obora Jelenice                       | Březová                                           | Opava               |                                  | 2001     |               | chov daňci, mufloni, divoká prasata, jeleni lesní, jeleni Sika Dybowského                             | omezený             |                                                  |
| Obora Jesenická                      | Javorník                                          | Jeseník             |                                  | 1999     |               | daňci, mufloni                                                                                        | ne                  |                                                  |
| Obora Jezbořice                      | Jezbořice                                         | Pardubice           |                                  | 2000     |               | daňci                                                                                                 | ne                  |                                                  |
| Obora Jinošov                        | Jinošov                                           | Třebíč              |                                  | 1983     |               | daňci                                                                                                 | ano                 |                                                  |
| Obora Kamence                        | Pernštejnské Jestřabí                             | Brno-venkov         |                                  |          | 20            | daněk skvrnitý                                                                                        | ne                  |                                                  |
| Obora Karsit                         | Velichovky                                        | Náchod              |                                  | 1999     | 100           | daněk evropský, mufloni, sika Dybowského                                                              | ne                  |                                                  |
| Obora Kladky                         | Kladky                                            | Prostějov           |                                  | 2002     |               | daňci, mufloni a jeleni sika                                                                          | ne                  |                                                  |
| Obora Klášter                        | Vilémov                                           | Havlíčkův Brod      |                                  |          |               | | ne                  |                                                  |
| Obora Klenová                        | Klenová                                           | Jindřichův Hradec   |                                  |          |               | | ne                  |                                                  |
| Obora Klentnice                      | Mikulov                                           | Břeclav             |                                  | 1966     | 485           | daňci, mufloni                                                                                        | omezený             | Lesy ČR                                          |
| Obora Klokočka                       | Bílá Hlína                                        | Mladá Boleslav      |                                  | 1824     | 826           | daňci                                                                                                 | ne                  |                                                  |
| Obora Kněžičky                       | Kněžičky                                          | Nymburk             |                                  | 1562     | 680           | daněk evropský, muflon                                                                                | omezený             |                                                  |
| Obora Kolesa                         | Kladruby nad Labem                                | Pardubice           |                                  | 1996     | 42,5          | daňci, jelen lesní                                                                                    | ne                  |                                                  |
| Kolodějská obora                     | Praha                                             | Praha               | 50°3′31″ s. š., 14°37′53″ v. d.  |          | 59            | | ne                  |                                                  |
| Obora Kopidlno                       | Kopidlno                                          | Jičín               |                                  | 1872     |               | jeleni                                                                                                | ne                  |                                                  |
| Obora Kozí Hřbety (přezimovací)      | Špindlerův Mlýn                                   | Trutnov             |                                  | 2003     | 3,5           | jeleni                                                                                                | ne                  |                                                  |
| Kralická obora (PP Náměšťská obora)  | Náměšť nad Oslavou, Kralice nad Oslavou, Otradice | Třebíč              |                                  | 1437     | 285           | daňci                                                                                                 | omezený             |                                                  |
| Obora Krásná                         | Vlastislav                                        | Litoměřice          | 50°29′33″ s. š., 13°56′18″ v. d. |          | 105           | |                     |                                                  |
| Obora praturů Křišťanov              | Křišťanov                                         | Prachatice          |                                  |          |               | pratuři                                                                                               | omezený             |                                                  |
| Obora Kuřim                          | Brno                                              | Brno-město          |                                  | 16??     | 556           | daňci, černá zvěř                                                                                     | omezený             |                                                  |
| Lánská obora                         | Lány                                              | Kladno              |                                  |          | 3000          | jelen evropský, jelen sika japonský, jelen sika Dybowského, daněk evropský, muflon a prase divoké     | omezený             | LS Lány                                          |
| Obora Lesolg                         | Rozsochatec                                       | Havlíčkův Brod      |                                  |          |               | daňci, divoká prasata                                                                                 | ne                  |                                                  |
| Obora Lhotka                         | Pičín                                             | Příbram             |                                  |          | 54            | prase divoké                                                                                          | ne                  |                                                  |
| Obora Libeň                          | Mšecké Žehrovice                                  | Rakovník            |                                  | 193?     | 113           | mufloni, daňci, zubři                                                                                 | ne                  |                                                  |
| Obora Linhart                        | Karlovy Vary                                      | Karlovy Vary        |                                  |          | 67            | jelen sika Dybovského, daněk skvrnitý, prase divoké                                                   | ano                 |                                                  |
| Obora Litoradlice                    | Temelín                                           | České Budějovice    |                                  |          |               | | ne                  |                                                  |
| Obora Loučná                         | Vernířovice                                       | Šumperk             |                                  |          |               | jeleni                                                                                                | omezený             |                                                  |
| Obora Louže                          | Nová Ves                                          | Benešov             |                                  |          |               | divoká prasata                                                                                        | ne                  |                                                  |
| Maxova obora                         | Chvalšiny                                         | Český Krumlov       |                                  |          |               | | ne                  |                                                  |
| Obora Merklovice                     | Vamberk                                           | Rychnov nad Kněžnou |                                  |          |               | srnčí, daňčí, mufloní a černá zvěř                                                                    | ne                  |                                                  |
| Obora Metlice                        | Rožmitál na Šumavě                                | Český Krumlov       |                                  |          | 74            | mufloni a daňci                                                                                       | ne                  |                                                  |
| Obora Michlův mlýn                   | Špindlerův Mlýn                                   | Trutnov             |                                  | 1989     | 7,5           | jeleni                                                                                                | omezený             |                                                  |
| Obora Morašice                       | Morašice                                          | Pardubice           |                                  | 2002     | 21            | divoká prasata                                                                                        | ne                  |                                                  |
| Obora Moravský Krumlov               | Moravský Krumlov, Ivančice, Nové Bránice          | Znojmo, Brno-venkov |                                  | 1986     | 2411          | jeleni, mufloni, srnčí zvěř a divoká prasata                                                          | omezený             | Lesy ČR                                          |
| Obora Mstišov                        | Mstišov                                           | Teplice             |                                  | 17??     | 17            | daňci skvrnití, srnci obecní, jeleni evropští, mufloni, prasata divoká, siku východní                 | ano (zpoplatněný)   |                                                  |
| Obora Na Vlnách                      | Troubelice                                        | Olomouc             |                                  |          |               | jeleni                                                                                                | ne                  |                                                  |
| Obora Nezdřev                        | Nezdřev                                           | Plzeň-jih           |                                  |          |               | | ne                  |                                                  |
| Zámecká obora Nové Hrady             | Nové Hrady                                        | Ústí nad Orlicí     |                                  |          |               | daňci, jeleni                                                                                         | omezený             |                                                  |
| Obora Nový Drahov                    | Třebeň                                            | Cheb                |                                  |          |               | daněk                                                                                                 | ne                  |                                                  |
| Obora Nový Dvůr (Safari Resort)      | Borovany                                          | České Budějovice    |                                  |          | 64            | koně, velbloudi, lamy, osli, mini krávy, jaci                                                         | omezený             |                                                  |
| Obora Obelisk                        | Lednice                                           | Břeclav             |                                  |          | 500           | jeleni, daňci, srnčí zvěř a divoká prasata                                                            | ne                  |                                                  |
| Obora Oborský dvůr                   | Žďárná                                            | Blansko             |                                  | 1998     |               | daňci                                                                                                 | ne                  |                                                  |
| Obora Obůrka                         | Bechyně                                           | Tábor               |                                  | 1817     | 140           | daňci, mufloni                                                                                        | ne                  |                                                  |
| Obora Opatov                         | Luby                                              | Cheb                |                                  | 2006     | 75            | jeleni, daňci, mufloni                                                                                | po dohodě           |                                                  |
| Opatovická obora                     | Červené Pečky                                     | Kolín               |                                  |          |               | | ne                  |                                                  |
| Obora Opočno                         | Opočno                                            | Rychnov nad Kněžnou |                                  | 15??     | 242           | mufloni, daňci, jeleni sika Dobowského                                                                | omezený             |                                                  |
| Obora Ortvínovice                    | Zvíkov                                            | České Budějovice    |                                  |          |               | | ne                  |                                                  |
| Obora Otov                           | Otov                                              | Domažlice           |                                  |          |               | | ne                  |                                                  |
| Přezimovací obora Pec pod Sněžkou    | Pec pod Sněžkou                                   | Trutnov             |                                  |          |               | | omezený             |                                                  |
| Obora Pekárkův mlýn                  | Hrazany                                           | Písek               |                                  | 2007     |               | daňci                                                                                                 | ne                  |                                                  |
| Obora Počátka                        | Bohdíkov                                          | Šumperk             |                                  | 2003     | 115           | jeleni, mufloni a daňci                                                                               | po dohodě           |                                                  |
| Obora Pod Cihelnou                   | Liteň                                             | Beroun              |                                  | 2000     |               | jeleni, daňci                                                                                         | po dohodě           |                                                  |
| Obora Pod jelením vrchem             | Holčovice                                         | Bruntál             |                                  | 2003     |               | mufloni, daňci, divoká prasata                                                                        | omezený             |                                                  |
| Obora Pod Volárnou                   | Roudno                                            | Bruntál             |                                  |          | 150           | jelenec běloocasý                                                                                     | ne                  |                                                  |
| Obora Podčejk                        | Jezerní Vtelno                                    | Mladá Boleslav      |                                  | 1982     |               | daňci, mufloni                                                                                        | ne                  |                                                  |
| Obora Podkozí                        | Ptice                                             | Praha-západ         |                                  |          |               | daňci                                                                                                 | po dohodě           |                                                  |
| Obora Podrážnice                     | Horšovský Týn                                     | Domažlice           |                                  | 15??     | 184           | jeleni sika Dybovského, divoká prasata                                                                | ne                  |                                                  |
| Obora Pohoří                         | Plánice                                           | Klatovy             |                                  |          |               | bažant obecný a královský, krocan divoký                                                              | ne                  | Prolov                                           |
| Obora Poněšice                       | Hosín                                             | České Budějovice    |                                  | 1853     | 1664          | jelen lesní, prase divoké, srnec obecný                                                               | omezený             | Lesy ČR                                          |
| Obora Poodří Kunín                   | Kunín                                             | Nový Jičín          |                                  | 198?     |               | daňci                                                                                                 | ne                  |                                                  |
| Obora Požáry                         | Býšť                                              | Pardubice           |                                  |          | 28            | daňci                                                                                                 | ne                  |                                                  |
| Obora Pravice                        | Pravice                                           | Znojmo              |                                  | 1989     | 300           | daňci, mufloni                                                                                        | ne                  |                                                  |
| Obora Prosíčka                       | Jabloneček                                        | Česká Lípa          |                                  | 2016     |               | divoká prasata                                                                                        | ne                  |                                                  |
| Obora Předhvozdí                     | Kostelec nad Černými lesy                         | Praha-východ        |                                  |          |               | | ano                 |                                                  |
| Obora Radějov                        | Radějov                                           | Hodonín             |                                  | 1989     | 1565          | daněk evropský, jelen lesní, černá zvěř, srnčí                                                        | ano                 |                                                  |
| Obora Radouňka                       | Radouňka                                          | Jindřichův Hradec   |                                  |          |               | | ano                 |                                                  |
| Rekowská obora                       | Mrvice                                            | Benešov             |                                  |          |               | daněk, muflon, jelen lesní, jelen sika Dybowský, kozorožec iberský, kozorožec horský, paovce hřivnatá | ne                  |                                                  |
| Obora Rokle                          | Třebějice                                         | Tábor               |                                  |          |               | | ne                  |                                                  |
| Obora Rokliny                        | Stará Červená Voda                                | Jeseník             |                                  | 2005     |               | daňci a mufloni                                                                                       | ne                  |                                                  |
| Obora Rokyta                         | Deštnice                                          | Louny               |                                  |          | 96            | daňci                                                                                                 | ne                  |                                                  |
| Roštejnská obora                     | Řídelov                                           | Jihlava             |                                  |          |               | divoká prasata, mufloni a daňci                                                                       | po dohodě           |                                                  |
| Obora Rovensko                       | Rovensko pod Troskami                             | Semily              |                                  | 2004     |               | dančí                                                                                                 | ne                  |                                                  |
| Obora Rovná                          | Boskovice                                         | Blansko             |                                  | 2013     |               | daněk, muflon                                                                                         | omezený             |                                                  |
| Rukávečská obora (Květovská)         | Jetětice, Květov, Milevsko                        | Písek               |                                  |          | 848           | černá zvěř                                                                                            | omezený             |                                                  |
| Obora Rychnov na Moravě              | Rychnov na Moravě                                 | Svitavy             |                                  |          |               | daňci, mufloni                                                                                        | ne                  |                                                  |
| Obora Sedlice                        | Sedlice                                           | Strakonice          |                                  |          | 257           | daněk evropský, prase divoké, sika Dybowského                                                         | ne                  | Lesy ČR                                          |
| Obora Sellier & Bellot               | Vlašim                                            | Benešov             |                                  | 1775     | 73            | jeleni, daňci                                                                                         | ne                  |                                                  |
| Obora Skalice                        | Česká Lípa                                        | Česká Lípa          |                                  | 2002     |               | jeleni, daňci                                                                                         | po dohodě           |                                                  |
| Obora Slatina                        | Františkovy Lázně                                 | Cheb                |                                  |          |               | |                     |                                                  |
| Slavická obora                       | Licibořice                                        | Chrudim             |                                  | 17??     |               | jeleni, mufloni                                                                                       | omezený             |                                                  |
| Obora Smolín                         | Sezimovo Ústí                                     | Tábor               |                                  |          |               | mufloni, daňci                                                                                        |                     |                                                  |
| Obora Soutok                         | Lanžhot                                           | Břeclav             |                                  | 1872     | 4232          | jelen lesní, daněk evropský, srnec obecný a prase divoké                                              | omezený             | Lesy ČR                                          |
| Obora Sovinec                        | Fryčovice                                         | Frýdek-Místek       |                                  | 1988     |               | jelenec běloocasý                                                                                     | ano                 |                                                  |
| Obora Spálenka                       | Radomyšl                                          | Strakonice          |                                  |          |               | jeleni                                                                                                | ne                  |                                                  |
| Obora Spankov                        | Líté, Horní Bělá                                  | Plzeň-sever         |                                  |          |               | | ne                  |                                                  |
| Obora Srdíčko                        | Bělá nad Radbuzou                                 | Domažlice           |                                  |          | 113           | | ano                 |                                                  |
| Obora Stanoviště                     | Mariánské Lázně                                   | Cheb                |                                  |          |               | |                     |                                                  |
| Stará obora                          | Hluboká nad Vltavou                               | České Budějovice    |                                  | 1480     | 1510          | daňci, mufloni a divoká prasata                                                                       | ne                  | Lesy ČR                                          |
| Obora Staré Čivice                   | Pardubice                                         | Pardubice           |                                  | 1992     | 50            | daňci                                                                                                 | omezený             |                                                  |
| Obora Starý Nýznerov                 | Vápenná                                           | Jeseník             |                                  |          |               | daňci, jeleni a mufloni                                                                               | ne                  |                                                  |
| Obora Střela                         | Hluboké Dvory                                     | Brno-venkov         |                                  |          | 9             | prase divoké                                                                                          | ne                  |                                                  |
| Obora Střelná                        | Střelná                                           | Vsetín              |                                  |          |               | mufloni, daňci, srnci a prasata                                                                       | ne                  |                                                  |
| Obora Studánka                       | Březová                                           | Sokolov             |                                  |          | 400           | daňci, mufloni                                                                                        | ne                  |                                                  |
| Sušská obora                         | Bohdalovice                                       | Český Krumlov       |                                  |          |               | | ne                  |                                                  |
| Obora Svárava                        | Labské Chrčice                                    | Pardubice           |                                  | 1993     | 67            | daňci, mufloni                                                                                        | ne                  |                                                  |
| Obora Svatý Hubert                   | Dlouhá Ves                                        | Havlíčkův Brod      |                                  |          |               | | ne                  |                                                  |
| Obora Švadlenka                      | Vidice                                            | Kutná Hora          |                                  |          | 143           | daňci, jeleni                                                                                         | ne                  |                                                  |
| Obora Termanec                       | Vranovice                                         | Brno-venkov         |                                  | 1567     | 102           | mufloni, jeleni, daňci                                                                                | ne                  |                                                  |
| Obora Točná                          | Kytín                                             | Praha-západ         |                                  |          |               | jelenec                                                                                               | ne                  |                                                  |
| Obora Tuř                            | Tuř                                               | Jičín               |                                  |          |               | | ne                  |                                                  |
| Jelení obora U Dašků                 | Slavětín nad Metují                               | Náchod              |                                  | 1993     | 38            | jeleni                                                                                                | ne                  |                                                  |
| Obora u Chotčin                      | Chotčiny                                          | Tábor               |                                  |          |               | | ne                  |                                                  |
| Obora u Rezka                        | Horní Dušnice                                     | Semily              |                                  |          |               | |                     |                                                  |
| Obora u Tygra                        | Horní Maršov                                      | Trutnov             |                                  | 1981     | 7             | | ne                  |                                                  |
| Obora U Vodáka                       | Písek                                             | Písek               |                                  |          |               | mufloni, daňci                                                                                        | ne                  |                                                  |
| Obora Úbočí                          | Úbočí                                             | Chomutov            |                                  | 2003     | 120           | daňci, jeleni                                                                                         | ne                  |                                                  |
| Obora Úherčice                       | Úherčice                                          | Chrudim             |                                  | 2003     | 56            | mufloni, daňci a jeleni sika Dybowského                                                               | ne                  |                                                  |
| Obora Uhřínov                        | Uhřínov                                           | Žďár nad Sázavou    |                                  |          |               | | ne                  |                                                  |
| Obora Velice                         | Dříteň                                            | České Budějovice    |                                  |          |               | | ne                  |                                                  |
| Obora Velké Losiny                   | Velké Losiny                                      | Šumperk             | 50°2′4″ s. š., 17°0′54″ v. d.    |          |               | |                     |                                                  |
| Obora Velký Dub                      | Doksy                                             | Česká Lípa          |                                  |          | 534           | daňek, muflon                                                                                         | ne                  | VLS ČR                                           |
| Obora Veltrusy                       | Veltrusy                                          | Mělník              |                                  |          |               | daněk skvrnitý, srnky, zajíci, bažanti                                                                | omezený             |                                                  |
| Obora Veselsko                       | Věž                                               | Havlíčkův Brod      |                                  | 1986     | 50            | mufloni                                                                                               | ne                  |                                                  |
| Obora Vidlice                        | Kunvald                                           | Ústí nad Orlicí     |                                  |          | 205           | jeleni sika Dubowského                                                                                | ne                  |                                                  |
| Obora Víno                           | Slezské Rudoltice                                 | Bruntál             |                                  | 1975     |               | | obora zanikne       |                                                  |
| Obora Vlkov                          | Odřepsy                                           | Nymburk             |                                  |          |               | | ne                  |                                                  |
| Obora Vlková                         | Týnec nad Sázavou                                 | Benešov             |                                  |          |               | daňek, muflon, jelen sika                                                                             | ne                  |                                                  |
| Obora Vlkovice                       | Štěpánovice                                       | České Budějovice    |                                  |          |               | | ne                  |                                                  |
| Přírodní rezervace Vojenské cvičiště | Rokycany                                          | Rokycany            |                                  | 2019     |               | divocí koně, zubři                                                                                    | ne                  |                                                  |
| Obora Volský Žlab                    | Přibyslav                                         | Havlíčkův Brod      |                                  |          |               | daňci, mufloni, jeleni lesní a jeleni Dybowského                                                      | omezený             |                                                  |
| Obora Vranovské údolí                | Votice                                            | Benešov             |                                  |          | 38            | | ne                  |                                                  |
| Obora Vrožná                         | Vendryně                                          | Frýdek-Místek       |                                  | 1996     |               | daněk evropský, muflon a jelen Wapiti                                                                 | ne                  |                                                  |
| Obora Vřísek                         | Zahrádky                                          | Česká Lípa          |                                  | 1570     | 139           | muflon, koza bezoárová                                                                                | po dohodě           | Lesy ČR                                          |
| Přezimovací obora Vysoký břeh        | Vítkovice                                         | Semily              |                                  | 1980     | 4,2           | | ne                  |                                                  |
| Přezimovací obora Zadní Paště        | Hartmanice                                        | Klatovy             |                                  |          |               | | ne                  |                                                  |
| Obora Zádubčí - Chotýšany            | Chotýšany                                         | Benešov             |                                  |          |               | prase divoké                                                                                          | ne                  |                                                  |
| Obora Zahrádka                       | Čížkov                                            | Plzeň-jih           |                                  |          |               | | ne                  |                                                  |
| Obora Zátoň                          | Větřní                                            | Český Krumlov       |                                  |          | 15            | jelen                                                                                                 | ne                  |                                                  |
| Obora Zdobnička                      | Zdobnice                                          | Rychnov nad Kněžnou |                                  |          |               | | ne                  |                                                  |
| Obora Žákava                         | Nezvěstice                                        | Plzeň-město         |                                  |          | 55            | daňci                                                                                                 | ne                  |                                                  |
| Obora Žďárka                         | Otín                                              | Žďár nad Sázavou    |                                  |          |               | | ne                  |                                                  |
| Obora Žehrov                         | Žehrov                                            | Mladá Boleslav      |                                  |          | 299           | mufloni, daňci                                                                                        | omezený             |                                                  |
| Žehušická obora                      | Žehušice                                          | Kutná Hora          |                                  | 1867     | 250           | | ne                  |                                                  |
| Obora Židlov                         | Svébořice                                         | Česká Lípa          |                                  | 2000     | 3795          | jelen evropský, muflon, zubr evropský                                                                 | omezený             | VLS ČR                                           |
| Žíkovská obora                       | Liblín                                            | Rokycany            |                                  |          | 177           | daňci, mufloni a jeleni                                                                               | ne                  |                                                  |
| Obora Žleby                          | Žleby                                             | Kutná Hora          |                                  |          | 121           | bílí jeleni                                                                                           | ne                  | Lesy ČR                                          |
| nelegální obora u Litošic            | Litošice                                          | Pardubice           |                                  | 2022     | 330           | | ne                  |                                                  |